# کینگ لیک، نبراسکا
کینگ لیک(به انگلیسی: King Lake) شهری در ایالت نبراسکا کشور ایالات متحده آمریکا است که جمعیت آن در سرشماری سال ۲۰۱۰ میلادی، ۲۸۰ نفر بوده‌است.